# Karneval in Venedig

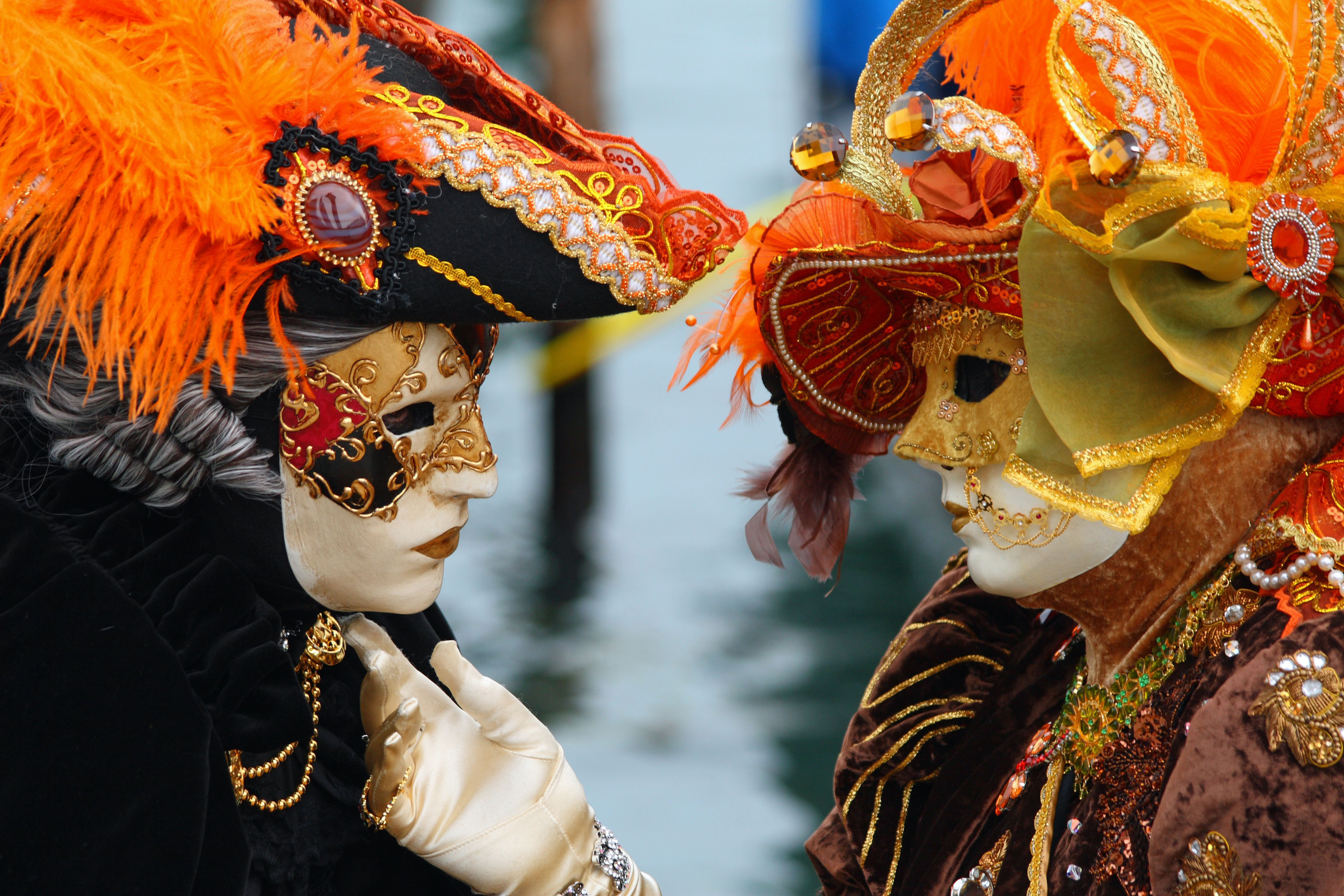
Karneval in Venedig (2010)

Der historische Karneval in Venedig (italienisch Carnevale di Venezia) ist mit seinen Masken, Tierkämpfen, Herkulesspielen und Feuerwerken der bekannteste  italienische Karneval neben denen von Florenz und Rom. Ausgehend von den italienischen Fürstenhöfen entwickelten sich seit dem Spätmittelalter immer prunkvollere und aufwändigere Formen des Karnevals. Im Allgemeinen dauerte das Fest von Epiphania (6. Januar) bis zum Beginn der Fastenzeit am Aschermittwoch. Der Ursprung des venezianischen Karnevals geht auf die Saturnalien der Antike und damit Gebräuche und Festlichkeiten von vor der Fastenzeit, bis in das 12. Jahrhundert zurück. Man feierte bis 1797 alljährlich den Sieg Venedigs über Aquileia im Jahr 1162. In Venedig feierte man den Karneval vom Stefanitag (26. Dezember) an. Bis 1796 folgte ihm während der Himmelfahrtsmesse stets ein frohes Fest.

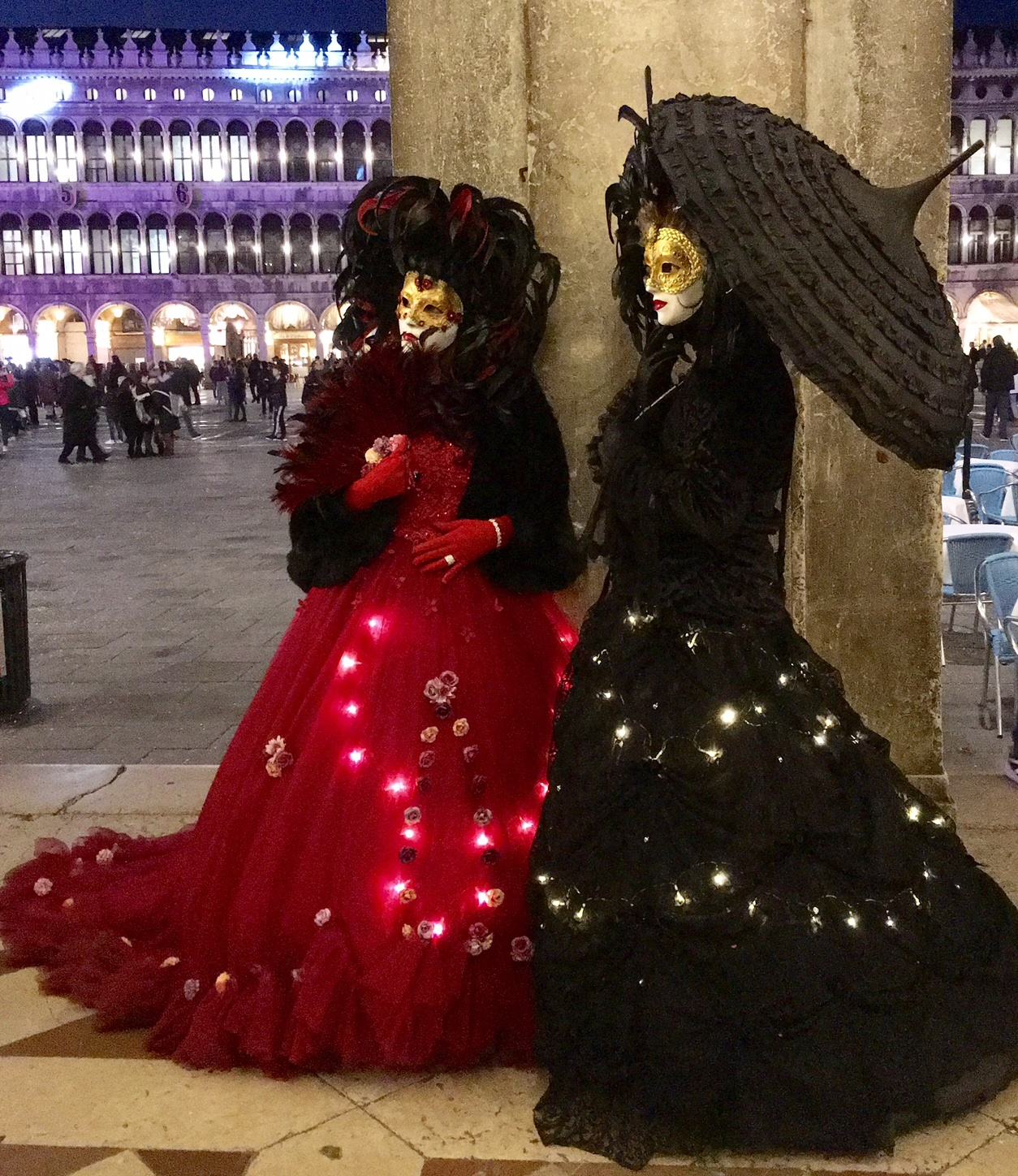
Karneval auf dem Markusplatz in Venedig, 2019

## Geschichte

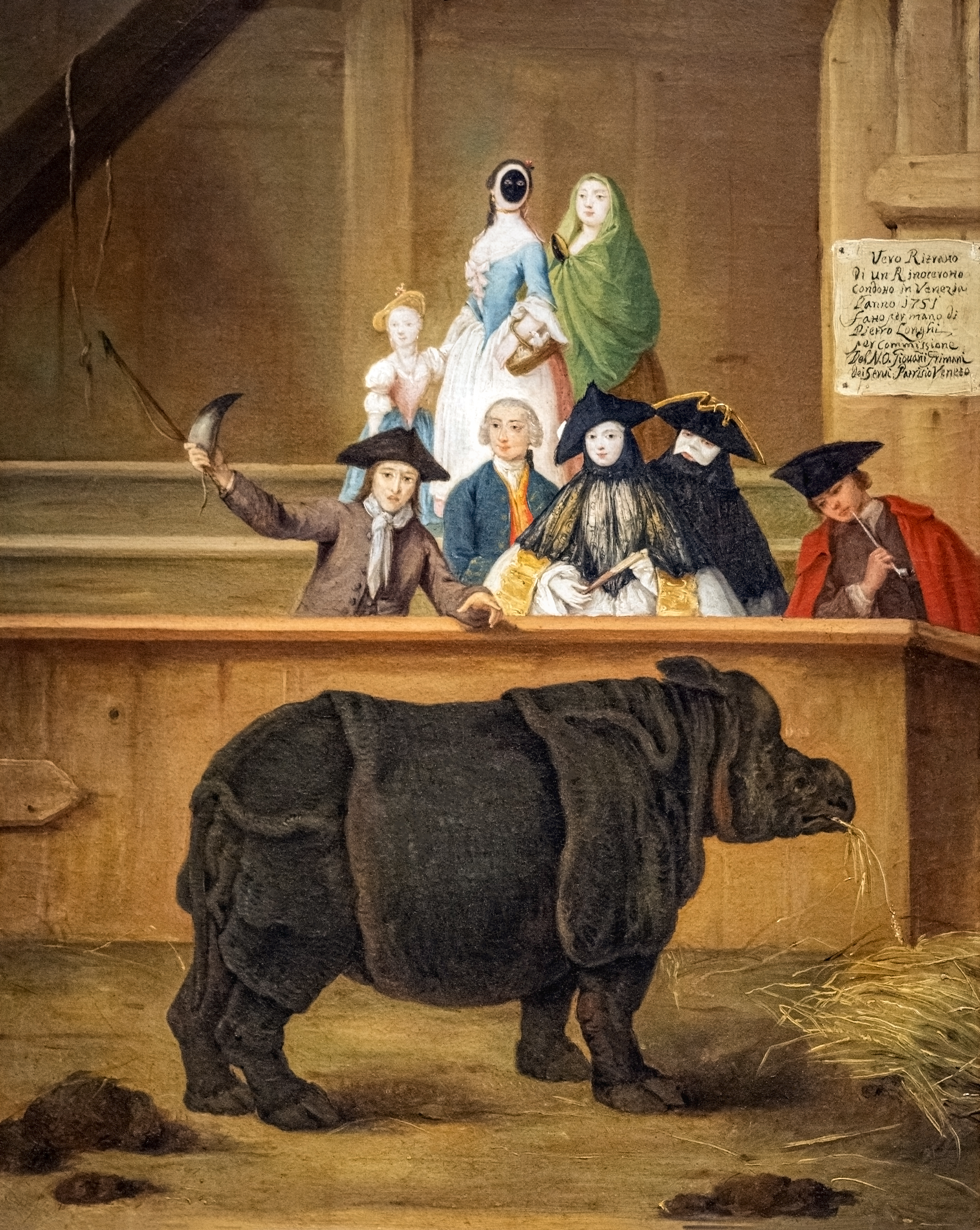
Die Ausstellung des Rhinozeros; Pietro Longhi, 1751

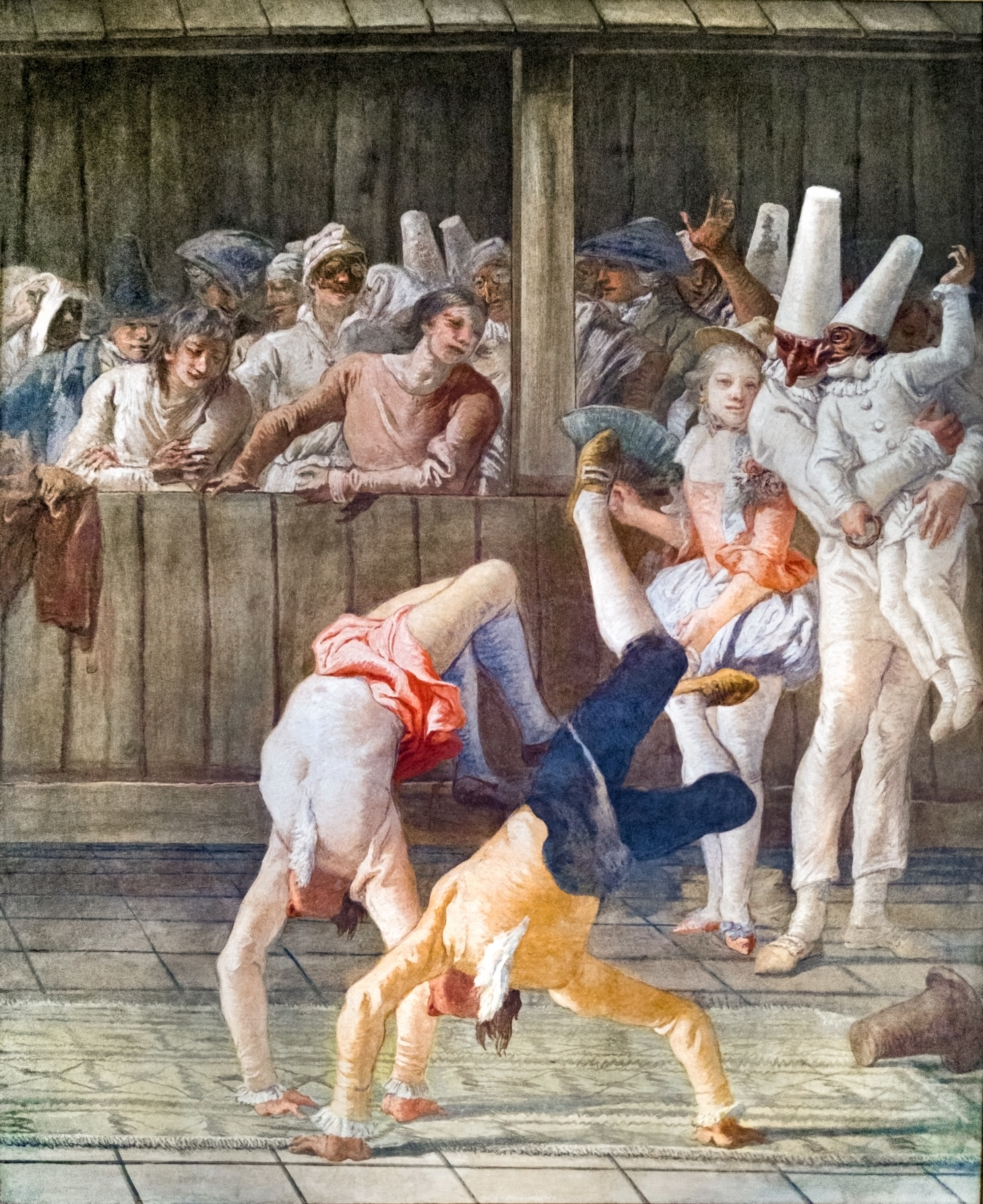
Pulcinella und Saltimbanchi (Artisten); Domenico Tiepolo, 1790

Ein Karnevalsfest (pullus carnisbrivialis) in Venedig wird erstmals in der Chronik des Dogen Vitale Falier für 1094 erwähnt. Die älteste nachweisbare Erwähnung einer Maske in Venedig ist die Schilderung eines Zunftumzuges bei Martino da Cànal und stammt daher erst aus dem 13. Jahrhundert. Zu Lebzeiten Giacomo Casanovas im 18. Jahrhundert erreichte der Karneval seine größte Pracht, zugleich wurden die Sitten immer lockerer.
Die Blütezeit des Karnevals in Venedig endete, als 1797 die Markusrepublik durch Napoléon Bonaparte ihre Selbständigkeit verlor und Österreich angegliedert wurde. Der folgende wirtschaftliche Niedergang beeinträchtigte die Selbstdarstellung der Stadt erheblich. Aufwendige Prozessionen und Festumzüge gab es kaum noch. Zudem gibt es verschiedene, teils widersprüchliche Hinweise auf Verbote und Einschränkungen des Karnevals zwischen 1797 und 1815. So soll ein Verbot, Masken zu tragen, unter dem Regno italico wieder aufgehoben worden sein. Die gelegentlich zu lesende Aussage, Napoléon habe den venezianischen Karneval verboten, weshalb bis 1979 in Venedig nicht mehr gefeiert worden sei, geht hingegen zu weit, denn auch im Laufe des 19. Jahrhunderts wurde in Venedig Karneval gefeiert. Im Zuge des Risorgimento und insbesondere nach der Niederlage Venedigs im ersten italienischen Unabhängigkeitskrieg 1849 wurden seitens der Bevölkerung Venedigs als Zeichen passiven Widerstands öffentliche Veranstaltungen boykottiert und Theater geschlossen, was auch den Karneval betraf.
Karneval wurde im 19. Jahrhundert in Venedig, obwohl die wirtschaftliche Lage großer Teile der Bevölkerung sehr schwierig war, vor allem als privates Fest mit künstlerischen Kreationen und als Veranstaltung der österreichischen Offiziere, wobei Veranstaltungen der Besatzungsmacht von den Einheimischen zeitweise gemieden wurden, gefeiert.
Nach der Vereinigung Venedigs mit Italien am 18. Oktober 1866 gab es Bestrebungen, die großartige Tradition venezianischer Feste wieder aufleben zu lassen.

„1867, nur wenige Monate nach dem Anschluß Venedigs an das Königreich Italien (19. Oktober 1866), feierten die Venezianer zehn Tage lang vom 24. Februar bis zum 5. März ein Karnevalsfest mit einem reichhaltigen Programm. Eine ‚Società del Carnevale‘, die aus ‚brava gente benemerita‘, wohlanständigen und honorigen Bürgern, zusammengesetzt war, organisierte die Festlichkeiten. Der Karneval sollte nicht länger eine Privatangelegenheit sein. Erklärtes Ziel der Organisatoren war es vielmehr, ‚Fremde anzuziehen, die Geld bringen‘,... wie im ‚Corriere di Venezia‘ vom 10. Januar 1868 zu lesen war... Finanziert wurde das Ereignis durch eine Subskription, deren erster Unterzeichner Amadeo d‘Aosta, der Sohn König Vittorio Emanuele II., und der Bürgermeister von Venedig waren... Allerdings war das Fest ‚ein kurzes Feuer, das schnell abbrannte‘, wie es Zeitgenossen beschrieben.“

Eine nachhaltige Wiederbelebung des venezianischen Karnevals löste aber erst Federico Fellinis Film Casanova im Jahre 1976 aus. Federico Fellini, der Theaterregisseur Maurizio Scaparro, der Maskenmacher Guerrino Lovato und zahlreiche weitere Künstler organisierten die Wiedererweckung des Karnevals, der insbesondere zur Biennale 1979 ein großer Erfolg war. Schließlich nahmen sich die Hotelbesitzer des Karnevals an, der inzwischen zu einer internationalen Tourismusattraktion geworden ist. Traditionelle Veranstaltungen wurden wieder aufgegriffen. So ist zum Beispiel die Theaterform der Commedia dell’arte, der auch überwiegend die modernen Karnevalsmasken nachgestaltet sind, auf die Bühne zurückgekehrt und wird sowohl im Theatersaal als auch im Freien aufgeführt. 
Im Jahr 2020 wurde der Karneval in Venedig auf Grund der Gefährdung durch die COVID-19-Pandemie am 23. Februar 2020 beendet, zwei Tage früher als vorgesehen.

## Karnevalstreiben

### Historisch
Zu Zeiten der Republik Venedig war der Donnerstag vor Aschermittwoch nicht nur der eigentliche Beginn der Fastnacht. An diesem Tag wurde vor allem auch der Sieg des Dogen Vitale Michiel II. über Ulrich II. von Treffen, Patriarch von Aquileia, am giovedì grasso (ven. berlingaccio) des Jahres 1162 gefeiert. Aus diesem Grund nahm der Doge traditionell selbst an den Feierlichkeiten teil, zusammen mit dem Senat und den Botschaftern.
Auf der Piazzetta wurden Feuerwerke abgebrannt. Gruppen von Jugendlichen tanzten die arabische moresca, und junge Burschen von diesseits und jenseits des Canal Grande bauten menschliche Pyramiden. Die Zünfte der Schmiede und der Metzger schlachteten als Festbeitrag den ursprünglich vom Patriarchen von Aquileia jedes Jahr zu liefernden Ochsen und Schweine; diese blutige Tradition wurde nach 1420 jedoch zur harmlosen Unterhaltung.
Unter den vielen Darbietungen auf dem Markusplatz fand das Marionettentheater unter dem Campanile besonderen Anklang, das immer neue Abenteuer der traditionellen Masken inszenierte. Darüber hinaus wurden dem staunenden Publikum wilde und exotische Tiere in Zwingern präsentiert. Ansonsten gab es Lotterien, Zähne wurden gezogen, Astrologen weissagten die Zukunft, Quacksalber verkauften Heilmittel. In den Ecken des Platzes traten Akrobaten und Seiltänzer auf. Das Fest erreichte seinen Höhepunkt mit dem 1548 erstmals ausgeführten sogenannten Engelsflug: ein Akrobat kletterte über ein in der Bucht vor dem Markusplatz an einem Floß verankertes doppeltes Seil bis zur Spitze des Campanile und warf von dort aus Blumen in die Menge; dann balancierte er zur Tribüne vor dem Dogenpalast hinunter.
Die Karnevalsaison war auch die Hauptspielzeit der Theater. Die Vielfalt der Festlichkeiten kannten im Karneval kaum Grenzen. Berühmt waren die Bullenhatzen, ebenso die blutigen Kämpfe zwischen Hunden und Bären. Rauschende Kostümfeste fanden zur Freude der Einheimischen in den schönsten Bauten Venedigs statt, und auf den Gassen wurden die schönsten Masken präsentiert. Fastnachtdienstag, am letzten Tag des Karnevals, erreichte das Fest schließlich seinen Höhepunkt. Tausende von masqueraders liefen durch die mit Fackeln beleuchteten Straßen. Zum Schluss wurde zwischen den zwei Säulen am Südrand der Piazzetta vor dem Markusplatz eine enorme Figur mit Pantalones Maske verbrannt, während die Menge skandierte: „Es ist vorbei, es ist vorbei, der Karneval ist vorbei!“ Dazu läutete die Fastenglocke von San Francesco della Vigna langsam und getragen die Fastenzeit ein.

### Modern

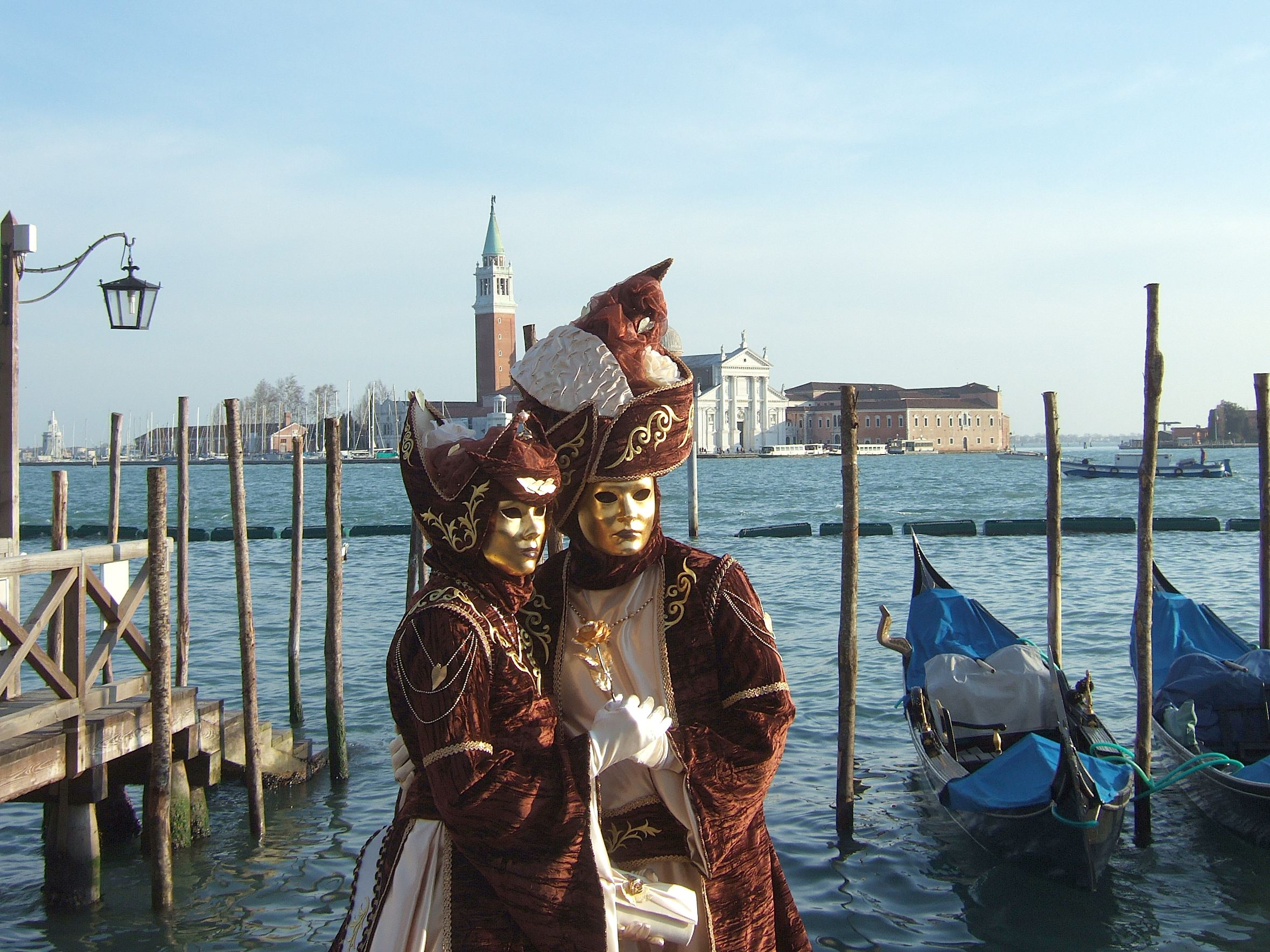
Masken vor San Giorgio Maggiore (2010)

In der heutigen Zeit wird der Karneval offiziell 10 Tage vor Aschermittwoch an einem Sonntag eröffnet. Erste Festivitäten beginnen aber oft bereits eine Woche zuvor. Beim Engelsflug (Volo dell' Angelo) schwebt ein Artist an einem Stahlseil gesichert vom Campanile herab über den Markusplatz. Es gibt in der Stadt auf verschiedenen Bühnen künstlerische und artistische Darbietungen. Privatpersonen flanieren in Kostümen durch die Stadt, in der Mehrzahl natürlich um den Markusplatz herum. Die meisten Besucher kommen am Wochenende vor Aschermittwoch; außer von weiter her angereisten Touristen finden sich auch viele Tagestouristen aus dem Umland (bis nach Österreich) ein. Für die Kostümierten bilden die Parade und die Preisvergabe für das schönste Kostüm am Sonntag den Höhepunkt. Hier die Gewinner der letzten Jahre:
- 2006: 1. Platz: „Die Nebel von Avalon“, Vorsitzende: Vivienne Westwood
- 2007: 1. Platz: „La Montgolfiera“ von Tanja Schulz-Hess
- 2008: 1. Platz: „Luna Park“ von Tanja Schulz-Hess
- 2009: 1. Platz: „Marco Polos Reisen“ von Horst Raack und Tanja Schulz-Hess, Vorsitzende: Gabriella Pescucci
- 2010: 1. Platz: „Pantegane“ aus England
- 2011: 1. Platz: „Omaggio a Venezia“ von Paolo und Cinzia Pagliasso und Anna Rotonai aus Rom, geteilt mit „La Famille Fabergé“ von Horst Raack, sowie der 1. Platz in der Sonderkategorie „19. Jahrhundert“ an Lea Luongsoredju und Roudi Verbaanderd aus Brüssel.
- 2012: 1. Platz: „Teatime“ (il servizio da tè del settecento) von Horst Raack, sowie der 1. Platz in der Sonderkategorie „Originellstes Kostüm“ an Jacqueline Spieweg für „Oceano“.
- 2013: 1. Platz: „Alla Ricerca del Tempo Perduto“ von Anna Marconi, Senigallia (AN), sowie der 1. Platz in der Sonderkategorie „Buntestes Kostüm“ für „Luna Park“.
- 2014: 1. Platz: „Radice Madre“ von Maria Roan di Villavera, geteilt mit „Una giornata in campagna“ von Horst Raack
- 2015: 1. Platz: „Le stelle dell' amore“ von Horst Raack, 1. Platz in der Kategorie bestes Kostüm zum Thema: „La regina della cucina veneziana“ von Tanja Schulz-Hess, 1. Platz in der Kategorie originellstes Kostüm: „Monsieur Sofa et madame Coco“ von Lorenzo Marconi.
- 2016: 1. Platz – bestes Kostüm zum Thema: „I Caretti Siciliani“ von Salvatori Occhipinti und Gugliemo Miceli aus Ragusa und Scicli, sowie 1. Platz – schönstes Kostüm: „I Bagnati di Senigallia“ von Anna und Lorenzo Marconi aus Senigallia.
- 2017: 1. Platz: „Il Signore del Bosco“ von Luigi di Como
- 2018: 1. Platz: „L'amore al tempo del Campari“ von Paolo Brando
- 2019: 1. Platz – bestes Kostüm zum Thema: „I Bambini della Luce“ von Horst Raack, sowie 1. Platz traditionelles Kostüm: „Matrimonio all' Italiana“ von Borboni si Nasce, sowie 1. Platz originellstes Kostüm: „Paguri“ von Nicola Pignoli und Ilaria Cavalli

1999 hat man die Festa delle Marie unter der Regie von Bruno Tosi wiederbelebt und sie ist inzwischen Bestandteil des Venezianischen Karnevals als ein von der Associazione Venezia è ... (Storia arte cultura) organisierter Schönheitswettbewerb.

## Masken und Kostüme

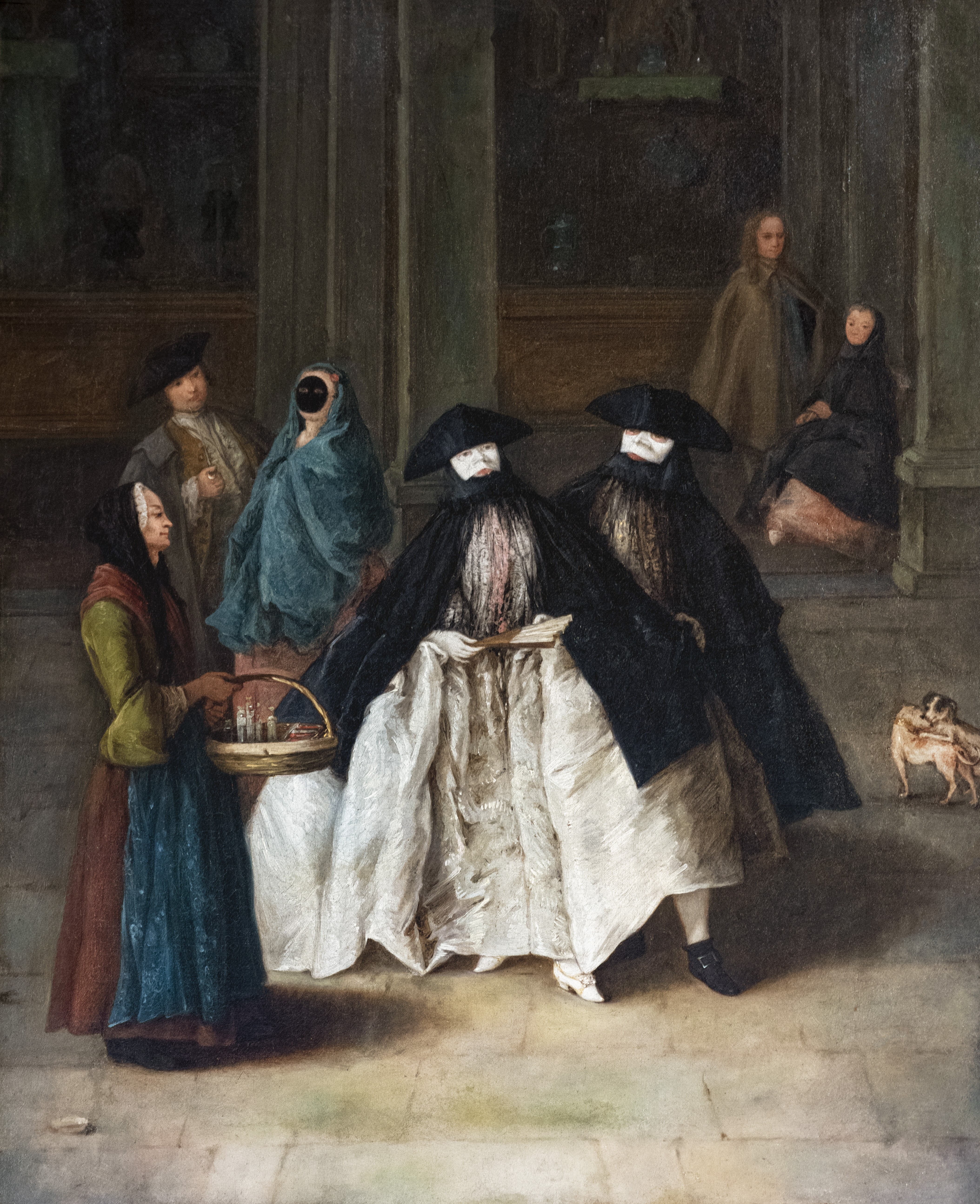
Paar in der baùtta, dahinter Dame mit moretta; Pietro Longhi, 1756

Im Karneval in Venedig wird vor allem die Halbmaske getragen, die nur einen Teil oder eine Hälfte des Gesichtes bedeckt. Ursprünglich war sie als Theater- bzw. Sprechmaske gebräuchlich, die – etwa in der Italienischen Commedia dell’arte – den Schauspielern das laute und deutliche Sprechen erleichterte. Im Karneval hatte sie außerdem den Vorteil, dass man ohne größere Schwierigkeiten essen und trinken konnte. Die Bauta, eine Ganzmaske mit vorgewölbtem Kinn, war bei Männern und Frauen gebräuchlich.
Wie man sich im 18. Jahrhundert kostümierte, ist einem Dokument mit dem Titel „Verschiedene Arten, sich im Karneval zu verkleiden ...“ zu entnehmen. Zu den vielen aufgezählten Möglichkeiten gehören zum Beispiel: Angler mit Angelrute, Doktor der Medizin, Lakai, Advokat mit Akten, Teufel, Metzger, Astrologe, Jäger mit Gewehr-Attrappe. Dazwischen tummelten sich die klassischen Masken, der Harlekin mit seinem Flickenanzug, die schlaue Colombina, der einfallsreiche Diener Brighella, Pulcinella (mit einem Fragezeichen aus Makkaroni), der eitle Dottore, der prahlerische Capitano.
Das Tragen von Masken war in Venedig auch außerhalb des Karnevals üblich, so in den zwei Wochen vor Pfingsten und danach bis Mitte Juni. Später waren Masken außerdem in der Zeit vom 5. Oktober bis zum Beginn der weihnachtlichen Novene am 16. Dezember erlaubt. So notierte Johann Wolfgang von Goethe während seiner Italienischen Reise am 4. Oktober 1786: „Es war mir die Lust angekommen mir einen Tabarro mit den Apartinentien anzuschaffen, denn man läuft schon in der Maske.“ Zu allen wichtigen Ereignissen wie zum Beispiel offiziellen Banketten und anderen Feierlichkeiten der Serenissima ging man mit Maske und Umhang. Des Weiteren maskierten sich Glücksspieler zum Schutz (vor ihren Gläubigern) und verarmte Adlige beim Betteln an der Straßenecke.
Neben den traditionellen Masken, die auch in den zur Karnevalszeit aufgeführten Theaterstücken auftauchten, gab es auch andere Masken und Verkleidungen. Ein fast ständig getragenes, wirkliche Anonymität gewährendes Maskenkostüm war die baùtta, eine Verkleidung sowohl für Frauen als auch für Männer, die auch außerhalb des Karnevals zu den festgelegten Zeiten erlaubt war. Sie besteht aus einem schwarzen Umhang aus Seide oder Samt, der eine vorne geöffnete Kapuze hat, die das Gesicht frei lässt. Über die Kapuze wird eine schwarze oder weiße Maske (volto oder larva) gezogen, die das Gesicht nur bis zum Mund bedeckt. Dazu wird über der Maske der typische venezianische Dreispitz getragen.
Eine beliebte Karnevalsmaske für Frauen war die sogenannte moretta. Sie ist klein, oval und bestand ursprünglich aus schwarzem Samt. Sie wird im Mund gehalten, so dass die Trägerin nicht sprechen kann.
Das Herstellen und Verkaufen von Masken entwickelte sich mit der Zeit zu einem äußerst einträglichen Geschäft, nicht nur innerhalb der Stadt. Länder in ganz Europa wurden mit den bekannten und beliebten venezianischen Masken beliefert. Die Maskenmacher oder „Maschereri“ hatten seit 1436 unter dem Dogen Francesco Foscari sogar ihre eigene Satzung. Sie gehörten zur Malergilde und wurden von Zeichnern unterstützt, die Gesichter in unterschiedlichsten Formen entwarfen und mit großer Liebe zum Detail ausführten. Bis 1820 gab es eine umfangreiche Maskenproduktion in Venedig, die dann langsam der französischen Billigkonkurrenz unterlag. 1846 wurden aber immerhin noch 75.000 bis 100.000 Masken in Venedig hergestellt.

## Siehe auch

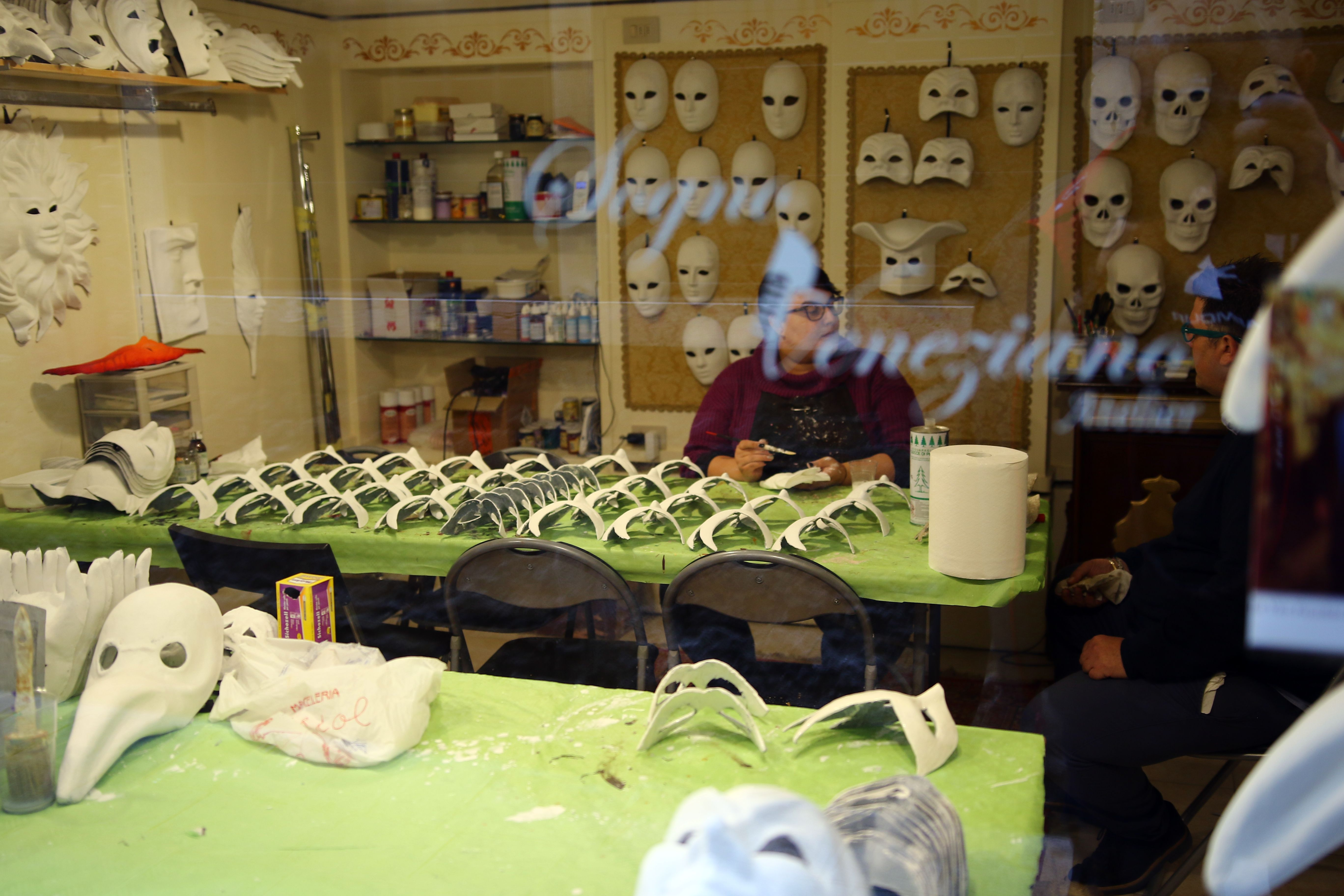

## Literatur

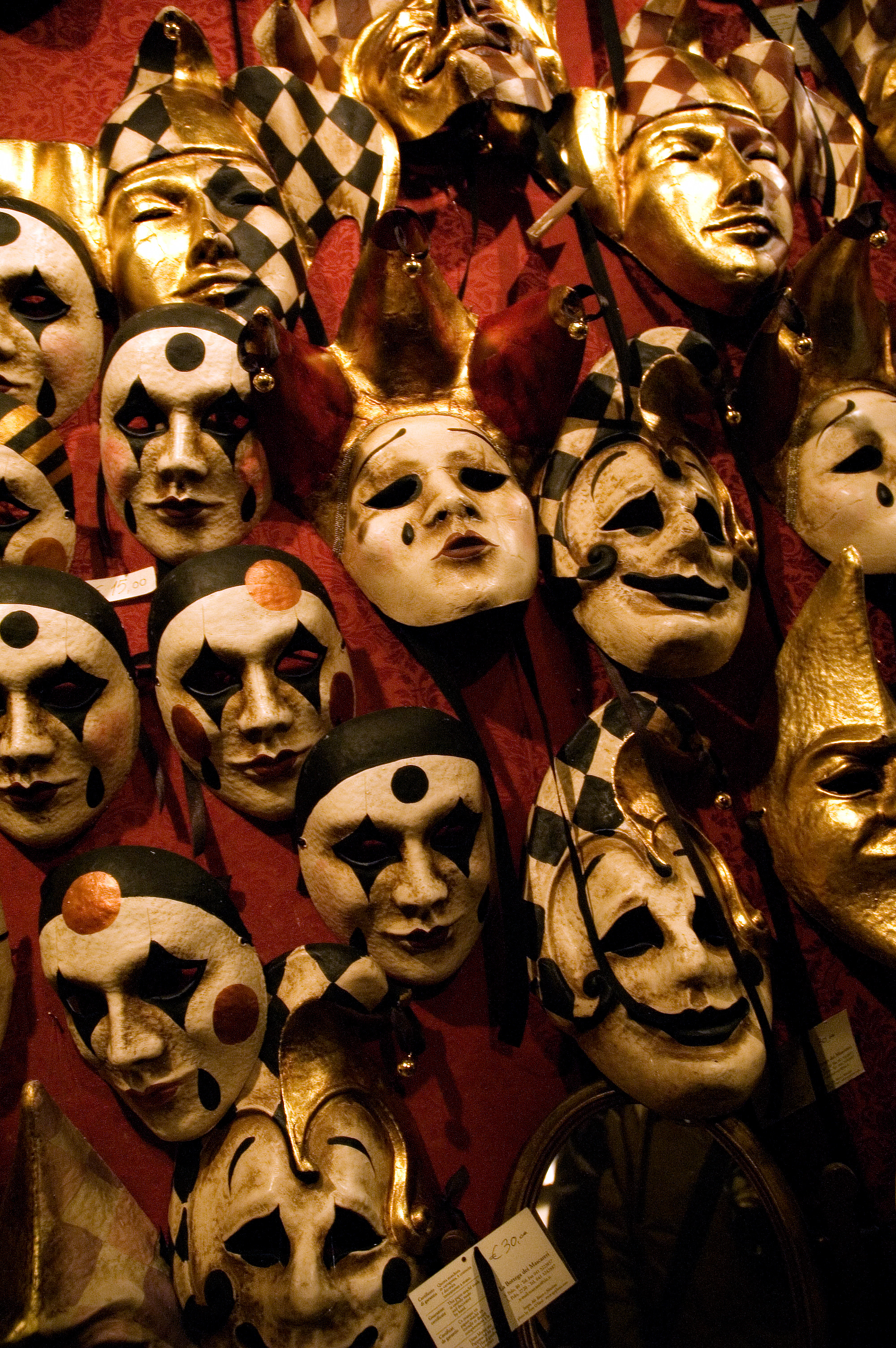
Venezianische Karnevalsmasken